# Ирзик, Альбин
Альбин Феликс Ирзик (англ. Albin Felix Irzyk; 2 января 1917 — 10 сентября 2018) — бригадный генерал, ветеран 3-го кавалерийского полка, командир 8-го танкового батальона 4-й дивизии Армии США во Вторую мировую, командующий 14-м бронированным кавалерийским полком во время Берлинского кризиса 1961 года, помощник командира 4-й пехотной дивизии во Вьетнаме. За свои боевые заслуги Ирзик награждён многими наградами, среди которых чехословацкий Военный крест, Военный крест Франции, два Пурпурных сердца, две Серебряных и четыре Бронзовых звезды, Крест «За выдающиеся заслуги».
Получил степень бакалавра в Университете штата Массачусетс. Ирзик имел степень магистра в области международных отношений Американского университета в Вашингтоне, округ Колумбия, и является выпускником Национального военного колледжа.
Он вышел в отставку в 1971 году в Форт-Девенс, штат Массачусетс.
Альбин Ирзик является автором автобиографической книги «Он ехал впереди Паттона» (англ. He Rode Up Front for Patton), вышедшей в 1996 году (ISBN 978-1571970077; ISBN 157197007X)
Ушёл из жизни в сентябре 2018 года.